# Phyllade

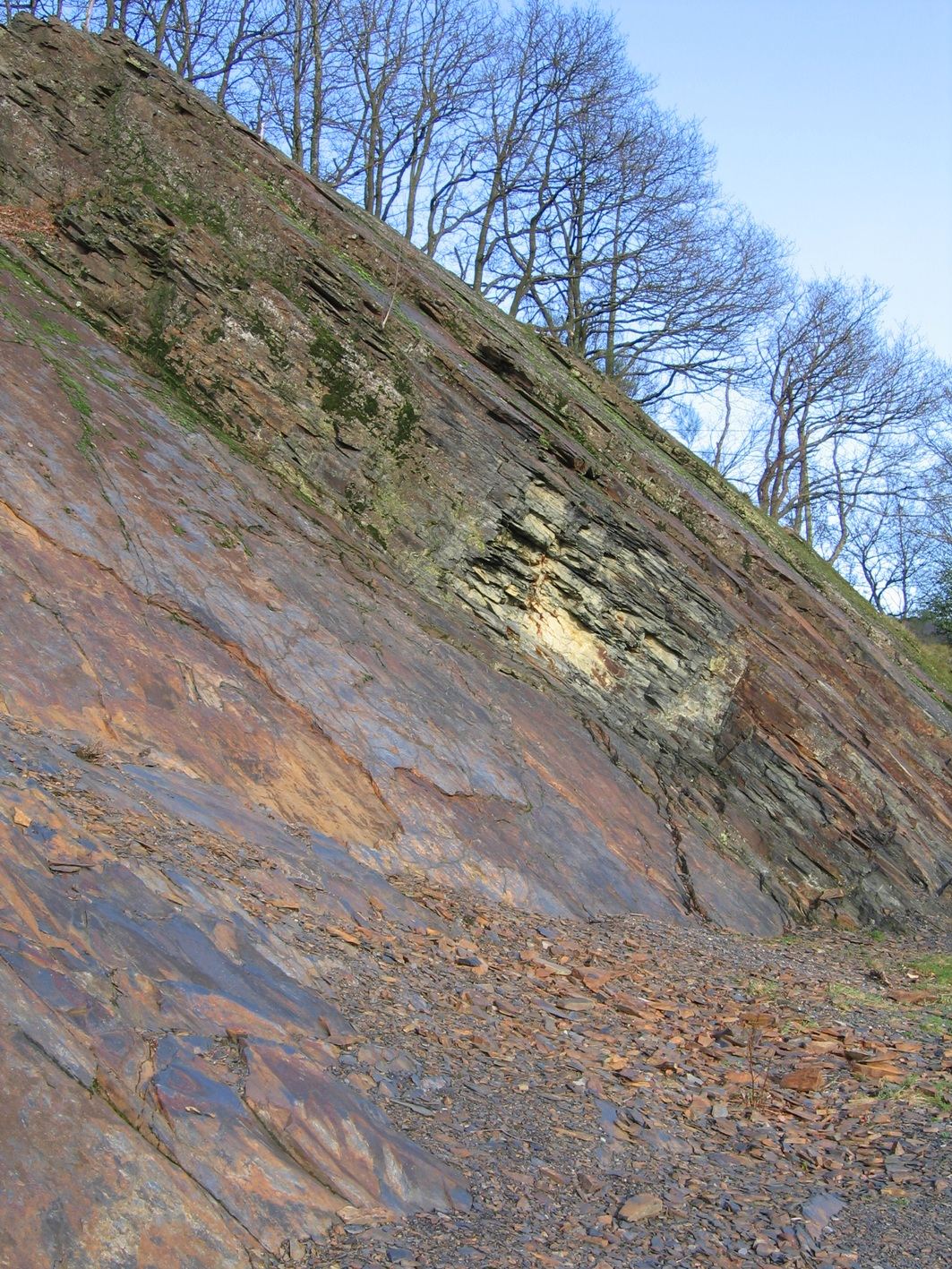
Phyllade de schistes, lieu-dit Roche à sept heures, Monthermé

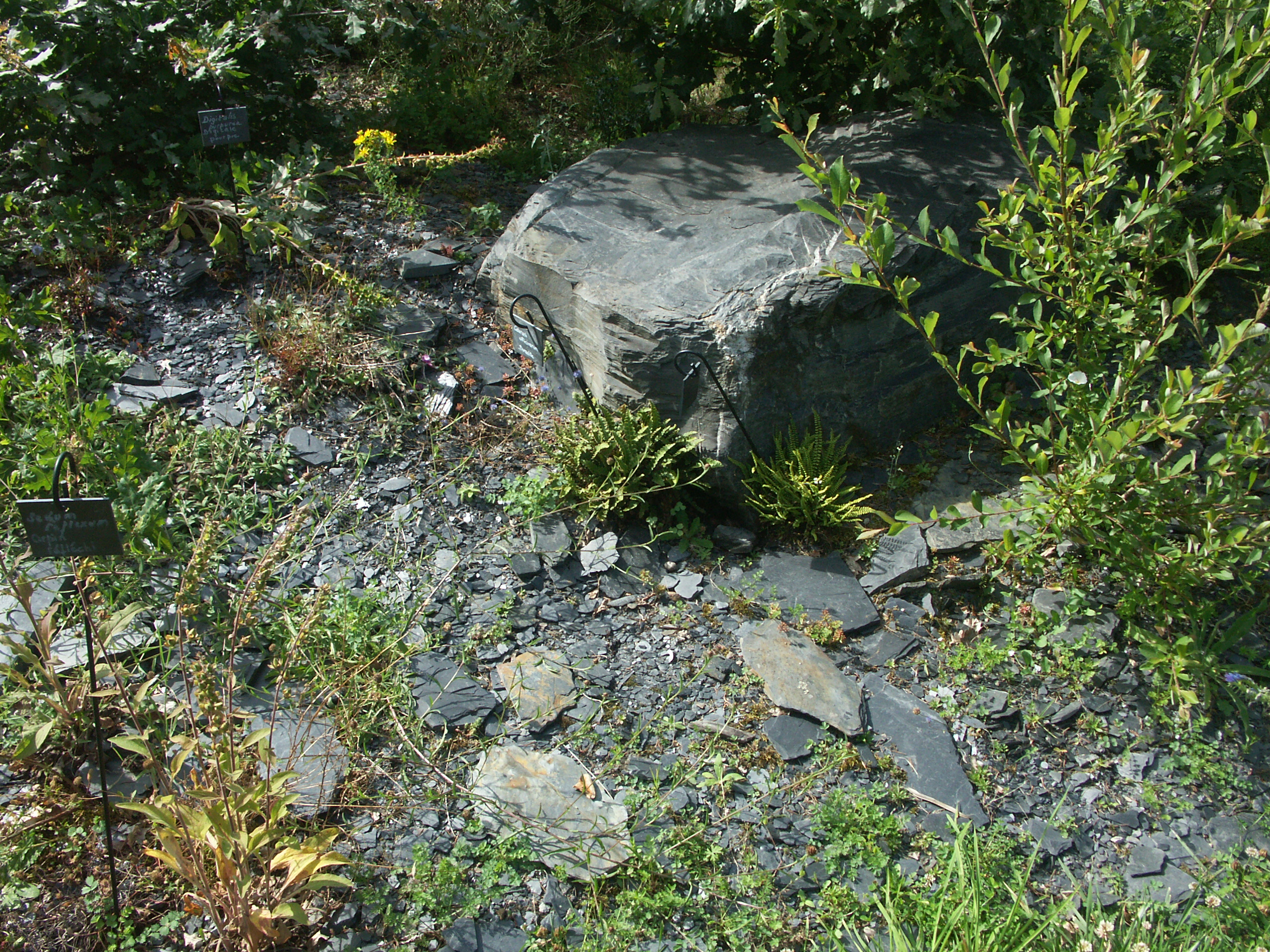
Schiste ardoisier à Angers

Une phyllade est une roche métamorphique épizonale.
En français le terme désigne un schiste se débitant en tablette grossière dérivant d'une méta-argilite gréseuse. Le schiste ardoisier est aussi appelé phyllade ou schiste phylladeux, autant de termes dont le sens peut varier selon le caractère scientifique, technique ou commercial du vocabulaire utilisé.
Toutefois, le terme reste imprécis car en anglais il a une signification presque opposée : le terme désigne une roche faiblement métamorphique à grains très fins, plus fin qu'un schiste (à grains plus grossiers).
Les phyllades sont utilisées comme pierre à aiguiser que l'on trouve sous le nom de cotilule dans la région des Ardennes ou en Belgique.